# Нетипові форми правління
Нетипо́ві фо́рми правлі́ння — модифіковані форми правління, (елемент форми держави, який визначає систему організації вищих органів державної влади), які поєднують в собі головні ознаки декількох «класичних» форм правління.
У ряді держав досить ефективно функціонують нетипові форми правління. У них поєднуються риси республіки і монархії (Малайзія), абсолютної і конституційної монархії (Кувейт), президентської та парламентської республіки (Колумбія).
У розвинених країнах, а іноді і в державах, що розвиваються на основі демократизації політичних режимів практично втратилися відмінності між монархією і республікою. За своїм характером монархії у Великій Британії або Японії мало чим відрізняються від республік Франції чи Італії. У змішаних і «гібридних» формах правління втрачається жорсткість існуючих класифікацій і по юридичних ознаках. Такі модифікації форм обумовлені кількома причинами.

## Причини модифікації форм правління
Причинами модифікацій форм правління вважають:
- Практика останніх десятиліть показує, що для керованості державою важливо не тільки і, можливо, не стільки поділ влади й система взаємних «стримувань і противаг».

Ці моменти забезпечують демократизм в управлінні, виключають концентрацію влади в руках якого-небудь одного органу влади.
- Більш важливим є встановлення необхідних взаємозв'язків, взаємодії, взаємоузгодження у роботі вищих органів держави.

Відсутність цього, як свідчить досвід протиборства законодавчої і виконавчої влади в Росії (а насамперед і всередині виконавчої влади), веде до кризи всієї політичної системи.
Створення змішаних і «гібридних» форм покращує взаємодію органів держави, хоча це відбувається або за рахунок зменшення ролі парламенту, або за рахунок скорочення повноважень президента, або шляхом встановлення підпорядкування уряду одночасно і парламенту, і президенту, що створює відому невизначеність у його положенні.
- «Чисті» форми правління мають недоліки, властиві формі як такій.

Наприклад, президентська республіка має тенденцію до президентського авторитаризму. Про це виразно свідчить поява суперпрезидентських республік в Латинській Америці, а також президентсько-моністичних республік в Африці.
- Виникнення змішаних, «гібридних» форм пов'язано з поширенням і сприйняттям у все більшій кількості країн світу загальнолюдських цінностей, впливом гуманістичних ідей та інститутів.

Під впливом таких ідей в еміратах Перської затоки (Кувейті, Катарі, Бахрейні, ОАЕ, в 1992 р. в Саудівській Аравії — державі, найбільш завзято пручається ідеям конституціоналізму) прийняті конституції. Правда, вони залишаються лише зовнішньою оболонкою абсолютистської по суті держави, бо навіть там, де вони не припинені, а парламенти не розпущені (в Кувейті, наприклад, проводяться вибори), основні закони проголошують, що вся влада виходить від монарха, парламент фактично і навіть юридично (Катар, ОАЕ та інші) відповідно до концепції ісламу аш-шура є лише консультативним установою.
- Зміни у формі правління, поява «гібридних» рис пов'язані з тиском і боротьбою прогресивних сил.

Прикладами можуть служити поява нової конституції Непалу 1990 року та фактична зміна форми правління в Йорданії у зв'язку з королівськими прокламаціями в 90-х роках при збереженні колишньої влади одного і того ж монарха.

## Переваги та недоліки нетипових форм правління
До переваг відносять:
1) Забезпечується стабільність управління країною.
2) Усувається можливість частої зміни уряду з кон'юнктурних партійних міркувань.
3) Забезпечується консолідація партій.
4) Зміцнюється роль державної влади на місцях.
5) Сприяє єдності держави.
До недоліків належать:
1) Порушується іманентно властиве тій чи іншій формі єдність структури управління.
2) Одночасно виникають нові види відносин, колізії та неузгодженості.
3) Руйнуються сформовані стандарти поділу влади.
4) Відбувається змішання різних початків, і це не завжди сприяє дотриманню конституційної законності.
5) У формі правління знижується роль інституціональних факторів.
6) Носії президентської влади нерідко виявляють прагнення до персоналізації влади, до авторитаризму.
7) Роль парламенту може швидко занепадати.

## Різновиди нетипових форм правління
Виділяють такі різнорідні види нетипових форм правління:
- Виборна монархія («республіканська монархія», монархія з республіканськими елементами) — така монархія має головну республіканську ознаку — систематичну виборність глави держави, проте їм не може бути обраний будь-який громадянин, що задовольняє виборчим кваліфікаціям і вимогам для президента, а тільки один з декількох монархів — правителів складових частин федерації[1]. Подібна нетрадиційна форма правління мається на ОАЕ та Малайзії, які за своїм державним устроєм є федераціями, при цьому кожна із складових частин (7 еміратів ОАЕ) або деякі складові частини держави (9 з 13 штатів Малайзії) являють собою спадкові монархії. Глава держави загалом формується шляхом виборів між монархами, очолюють той чи інший суб'єкт федерації. При цьому термін його повноважень чітко обумовлюється (в обох державах він становить 5 років), і після закінчення зазначеного терміну повноважень монарх обирається знову.

- Суперпрезидентська республіка («монархічна республіка», республіка з монархічними елементами) — в сучасному світі в умовах тоталітарних систем з'явилися республіки, яким властивий найважливіший елемент монархії — незмінюваність глави держави. Глава держави у такій республіці може формально обиратися, може призначатися, але реально народ у формуванні глави держави участі не бере. Крім того повноваження такого глави держави не обмежені, він є довічним правителем, більше того можлива передача влади в спадщину. Вперше довічним президентом став Сукарно в Індонезії[2], потім довічний пост став займати президент Югославії Тіто, в даний час зустрічається в деяких країнах Азії та Африки (КНДР, Туркменістан при Ніязову, Гамбія).

- Теократична республіка (ісламська республіка) — особлива форма республіки, де править мусульманське духовенство, поєднує в собі основні ознаки традиційного ісламського Халіфату і ознаки сучасного республіканського ладу. В Ірані відповідно до Конституції 1979 главою держави є Рахбар — вища духовна особа, яка не обирається населенням, а призначається спеціальним релігійним радою (Рада експертів), що складається з впливових богословів країни. Виконавчу владу очолює обирається президент, а законодавчу — однопалатний парламент (Меджліс). Кандидатура президента, а також всі члени уряду і кандидати в депутати Меджлісу затверджуються Радою вартових конституції, який також перевіряє законопроекти на відповідність ісламському праву і має право накласти вето на будь-яке рішення Меджлісу.

- Некласичні республіки — це своєрідні форми правління, які поєднують (змішують) в собі головні ознаки різнорідних форм та носять «неповторний» характер. Таку своєрідну форму правління має Швейцарія. Уряд (Федеральна Рада) призначається парламентом (Федеральними Зборами) і підзвітно йому, проте політична відповідальність уряду перед парламентом конституційно не передбачена, і державний режим, отже, швидше за все дуалістичний, а не парламентарний. Також, країною з досить нетиповим виглядом форми правління є Ізраїль. Вищим законодавчим органом є однопалатний парламент — Кнесет (саме він обирає президента). Президент має чисто представницькі функції, не більше. Уряд Ізраїлю представлений кабінетом міністрів. Він є центральним виконавчим органом в системі державної влади, а його глава — прем'єр-міністр (обирається безпосередньо народом) — фактично головною посадовою особою країни, яка визначає внутрішню та зовншіню політику.